# Починок Сутер
Починок Сутер (в просторечии: Бияр или Сутер) — деревня в Кукморском районе Республики Татарстан, административный центр Важашурского сельского поселения.

## География
Деревня, в верховье реки Уча, в 17 км к юго-востоку от города Кукмор.

## История
Основана в конце XVII в. В дореволюционных источниках упоминается также как Починок Сутырях, Сутер, Биер.
В XVIII — первой половине XIX в. жители относились к категории государственных крестьян. Их основными занятиями в этот период были земледелие и скотоводство.
В начале XX в. здесь функционировали школа Братства святителя Гурия (открытая в 1898 г. и закрытая в 1917 г.), крупообдирка, мелочная лавка.
Административно, до 1920 г. село относилось к Мамадышскому уезду Казанской губернии, с 1920 г. — к Мамадышскому кантону, с 1930 г. в Таканышском районе ТАССР, с 1932 г. – в Кукморском районе (с перерывами), с 12 января 1965 г. окончательно перешёл в Кукморский район.

## Население
| 1782    | 1859 | 1897 | 1908 | 1926 | 1949 | 1958 | 1970 | 1979 | 1989 | 2002 | 2010 | 2017 |
| ------- | ---- | ---- | ---- | ---- | ---- | ---- | ---- | ---- | ---- | ---- | ---- | ---- |
| 35 муж. | 220  | 286  | 286  | 335  | 283  | 235  | 289  | 288  | 234  | 327  | 284  | 280  |

На 2017 год, в селе живут удмурты (61 %), татары (36 %).

## Хозяйствующие субъекты

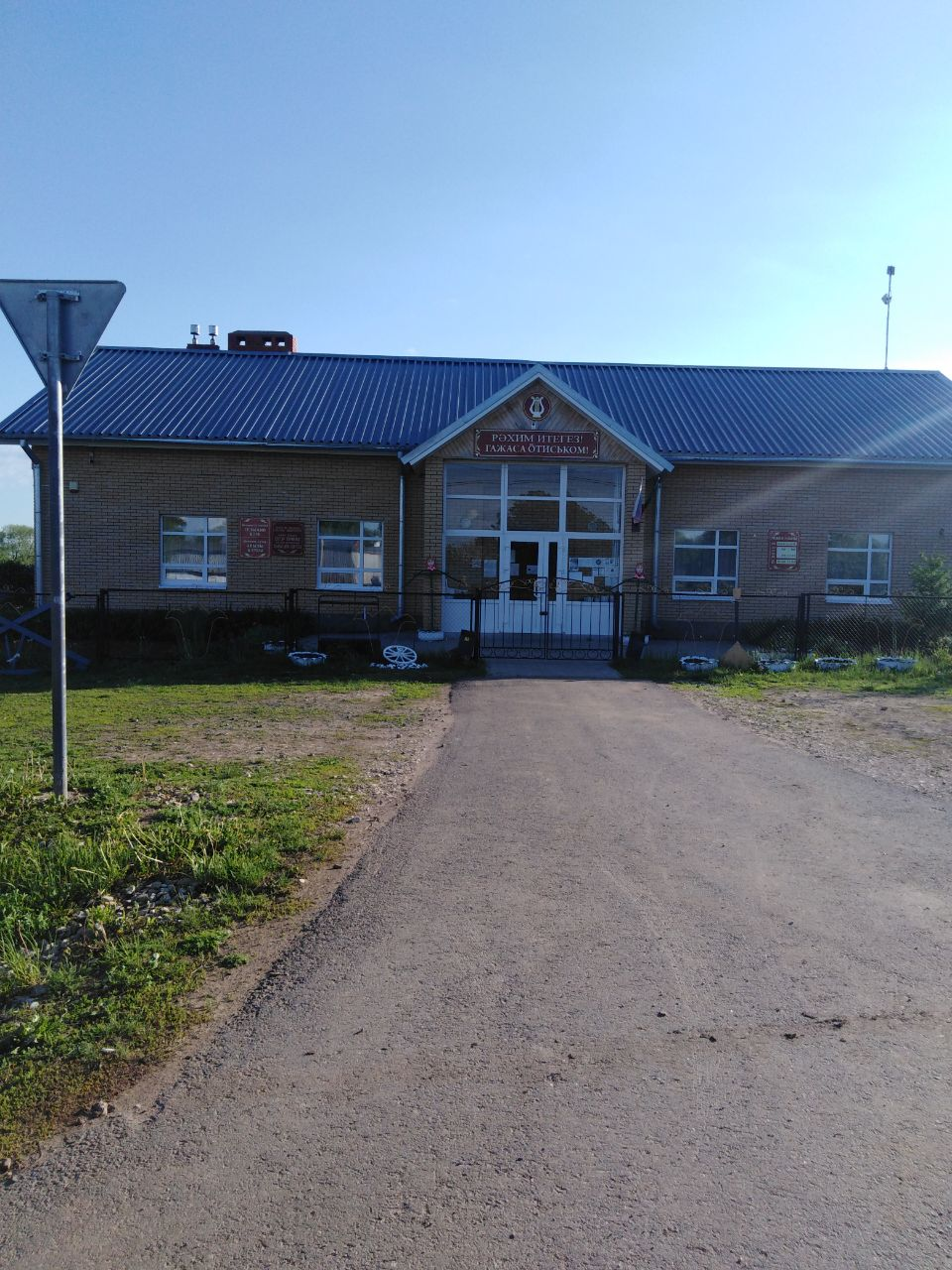
Передняя часть дома культуры в деревне Починок Сутер.

В 1931 г. в селе организован колхоз «Красный Сутер», с 1956 г. село в составе колхоза им. Кирова, с 1963 по 2006 гг. находился в управлении сельхоз предприятие «Гигант», с 2006 г. принадлежит ООО «Кукморская продовольственная корпорация», с 2008 г. — ООО «Агрофирма Тукай», с 2018 г. — ООО «Уныш».
Жители занимаются полеводством, скотоводством.

## Образование и культура
В 1973 г. в деревне открыта восьмилетняя школа, в 1979 г. преобразована в среднюю.
При доме культуры (который де-факто многофункциональное здание, построенное в 1929 г.) работаютфольклорный ансамбль «Инвожо», библиотека, клуб и краеведческий музей, а также в ней находится администрация и фельдшерско-акушерский пункт.
В деревне также действуют детский сад (с 2019 г.), мечеть «Омет» (с 2012 г.); имеются детская площадка (с 2017 г.) и 2 обустроенных родника.